# Erwin Theodor Rosenthal
Erwin Theodor Rosenthal ( nasceu em Frankfurt am Main, 1926 e faleceu em São Paulo em 4 de setembro de 2016) -  foi um germanista, professor de língua e literatura alemã na Faculdade de Filosofia, Letras e Ciências Humanas da Universidade de São Paulo, ensaísta e tradutor brasileiro, autor de várias obras sobre a língua alemã e a arte da tradução. Traduziu Martius, Lessing, Benjamin e Nietzsche.
Nascido na Alemanha, Erwin Theodor viveu no Brasil desde criança. É doutor (1953) em Letras e Livre-Docente (1960) pela Faculdade de Filosofia, Ciências e Letras da Universidade de São Paulo. Foi professor titular (a partir de 1964) de Língua e Literatura Alemã e diretor da mesma Faculdade. Fundou o Curso de Pós-Graduação em Língua e Literatura Alemã da USP. Foi professor visitante da Universidade de Berlim, da Universidade de Lisboa, da Universidade de Colônia e da Universidade do Witwatersrand, em Johannesburg. 
Foi bolsista da Fundação Alexander von Humboldt e professor na Universidade de Tübingen. 
Desde 1986, era membro da Academia Paulista de Letras, da qual foi  o 15º presidente (2003-2004). Foi também membro da Academia Paulista de História e da Academia Paulista de Jornalismo.
Fez parte do Conselho Diretivo da Associação Internacional de Germanística e foi co-editor do
Anuário Internacional de Germanística.
Foi membro-correspondente da Academia das Ciências de Lisboa. 

## Condecorações e honrarias
- Oficial das Palmas Acadêmicas (França)
- Grande Ordem do Mérito (Áustria),
- Cruz de Mérito, Primeira Classe (Alemanha)
- Medalha Goethe, categoria Ouro (Alemanha).
- Doutor honoris causa da Universidade de Lisboa
- Presidente honorário da Associação Latino-americana de Estudos Germanísticos.

## Principais obras
- A Língua Alemã - desenvolvimento histórico e situação atual.
- Das fragmentarische Universum. Wege und Umwege des modernen Romans. Nymphenburger Verlagshandlung ([München]), 1970 (trad. port. O Universo Fragmentário)
- Recursos Expressivos na Obra Dramática de Gerhard Hauptmann.
- Tradução: Ofício e Arte.
- Introdução à Literatura Alemã (1968).
- A Literatura Alemã (1980)
- Estudos de Sintaxe Inglesa
- Viagem pela América do Norte
- Temas Alemães
- Perfis e Sombras - estudos de literatura alemã.
- Frey Apollonio: um romance do Brasil, romance de  Carl Friedrich Philipp von Martius, de 1823, transposto para o alemão moderno por Erwin Theodor e publicado em Berlim, em 1992, e em São Paulo no mesmo ano, em tradução brasileira.